# Gruner+Jahr Polska
Gruner+Jahr Polska – polska filia niemieckiego wydawnictwa z siedzibą w Warszawie. Istniało od 1993; w 2013 wydawnictwo zostało przejęte przez niemiecki koncern Hubert Burda Media.

## Portfolio

### magazyny drukowane
- „Claudia” – miesięcznik dla kobiet
- „Rodzice” – miesięcznik dla rodziców
- „Focus” – miesięcznik popularnonaukowy
- „Focus Historia” – miesięcznik historyczny
- „Gala” – tygodnik typu people
- „Sekrety Nauki”- miesięcznik popularnonaukowy
- „Glamour” – miesięcznik dla kobiet
- „Kaleidoscope”[1] – magazyn pokładowy Polskich Linii Lotniczych LOT
- „Moje Gotowanie” – miesięcznik kulinarny
- „National Geographic Polska” – miesięcznik krajoznawczo-przyrodniczy
- „National Geographic Traveler” – dwumiesięcznik dla zainteresowanych podróżami

### serwisy internetowe
- Guj.pl.
- Kobieta.pl
- MojeGotowanie.pl
- Focus.pl
- Gala.pl.
- Glamour.pl
- Rodzice.pl
- National-Geographic.pl
- Odyssei.com.
- Boja.pl.
- Stylio.pl.
- Story.gala.pl.
- Epuls.pl

### Wydawane w przeszłości
- „Halo” – tygodnik dla kobiet, w 2001 r. został przekształcony w „Galę”
- „Feniks” – miesięcznik astrologiczno-poradnikowy wydawany do lipca 2006 r.
- „Moje Mieszkanie” – miesięcznik mieszkaniowy, od września 2008 publikowane przez Wydawnictwo Murator
- „Śledczy” – miesięcznik reportersko-śledczy (2010–2013)
- „Sekrety Nauki” – miesięcznik popularnonaukowy (2010–2013)

## Historia
Wydawnictwo G+J Polska powstało w 1993 roku. Swoją działalność rozpoczęło od wydawania miesięcznika „Claudia”, którego pierwszy numer ukazał się w maju 1993.
Następnie co roku wprowadzano kolejne tytuły:
- 1993 Claudia (miesięcznik)
- 1994 Naj (tygodnik)
- 1994 Moje Gotowanie (miesięcznik)
- 1995 Focus (miesięcznik)
- 2000 Rodzice (miesięcznik)
- 1998 Moje Mieszkanie (miesięcznik)
- 2001 Gala (tygodnik)
- 2003 Glamour (miesięcznik)
- 1999 National Geographic (miesięcznik)
- 2005 Traveler (dwumiesięcznik)
- 2007 Focus Historia (miesięcznik)